# Lawrence Allen Circuit
Der Lawrence Allen Circuit ist eine Motorsport-Rennstrecke in Sambia. Sie liegt etwa 7 km nordnordwestlich der Bergbaustadt Chingola in der Provinz Copperbelt.

## Streckenbeschreibung
Die Strecke entstand in den 1960er Jahren zu Zeiten Nordrhodesien. In den 1970er und 1980er Jahren fanden dort regelmäßig nationale Formel- Sportwagen- und Motorradrennen statt. Aktuell wurden zuletzt Drag-Racing- und Rallye-Veranstaltungen auf der Strecke abgehalten.
Mittlerweile ist das Asphaltband stark verschlissen. 2019 wurde im Infield der Strecke eine Enduro-Strecke angelegt, die noch regelmäßig benutzt wird.